# Mikael Persbrandt
Mikael Åke Persbrandt (Jakobsberg, 25 de setembro de 1963) é um ator sueco. É mais conhecido por ter protagonizado o filme Hævnen, vencedor do Oscar de melhor filme internacional. Por este papel, Persbrandt foi indicado ao Prémio do Cinema Europeu de melhor ator.

## Discografia
| Ano  | Álbum            | Melhor posição |
| Ano  | Álbum            | DIN            |
| ---- | ---------------- | -------------- |
| 2014 | Someone You Love | 29             |